# ほっとけない魔女たち
『ほっとけない魔女たち』（ほっとけないまじょたち）は、東海テレビ制作によるフジテレビ系列の昼の帯ドラマ枠にて、2014年9月1日から10月31日まで毎週月曜 - 金曜13:30 - 14:00（JST）に放送された日本のテレビドラマ。昼の帯ドラマ50周年記念企画であり、「脱ドロドロ・勧善懲悪の人情喜劇」「昼ドラ新時代の幕開け」がテーマとなる。主演は浅野ゆう子。共演の三宅健は10年ぶりの連続ドラマ出演。キャッチコピーは「ほっておいたらオンナがすたる。」。
現代の世相の問題点である「メニュー偽装」「結婚詐欺」「スキミング詐欺」「婚活マンション詐欺」「学校でのいじめ問題」「賄賂」「家族崩壊問題」「婚活マンション詐欺」「企業秘密漏洩」「育ての親と生みの親」「土地転がし」などの課題と向き合いながら、4姉妹それぞれが個人的な悩みを抱えながら世直しを進めていくさまを描くアクションコメディーである。

## あらすじ

### 第1週
有沢家の次女・夏江（イタリア料理店オーナー。詳細後述）、三女・秋枝（専業主婦）、四女・冬美（フリーライター）の3人はある日突然長女・春子（IT関連企業社長）の大邸宅へ呼び出され、春子は難病で余命半年だと告げられる。春子は残された半年で『キャッツ・アイ』『プレイガール』『チャーリーズ・エンジェル』のように4姉妹のチームプレイで悪を懲らしめ世直しがしたい、世の中の様々なほっとけない問題をミッションを組んで解決したいと提案するが、あまりに突飛な提案に3人は戸惑う。一方で、夏江が営むイタリアンレストラン「アマルコルド」は近所にオープンしたライバル店「シニョリーナ・カンツォーネ」に客を奪われ、客入りが悪い状態に陥った。「シニョリーナ・カンツォーネ」のイケメン三兄弟がグルメサイト「メシログ」の評価をステマにより不正操作していたことを突き止めた夏江は、今回かぎりと春子らとともに「ほっとけないシスターズ」を結成する。シナリオライター志望のマモルが書いたミッションのシナリオをもとにニセのグルメ番組を装って三兄弟を料理勝負の場へ引っ張り出すと、互いの店の存続を賭けた料理対決に圧勝し、「シニョリーナ・カンツォーネ」を閉店へ追い込むことに成功した。

### 第2週
初恋相手・林が突然アマルコルドを訪れ、20年ぶりの偶然の再会に夏江は心がときめく。そんな折、明代は主婦友達の美幸から夫・秀成にバイオリン講師との身に覚えのない浮気を疑われていると泣きつかれ、これを新たな問題として春子に報告する。「ほっとけないシスターズ」の活動に否定的だった夏江も、秀成が美幸の初恋の相手だったと知るとほっておけないと乗り気になる。美幸の浮気現場を捉えた証拠写真に不審を持った夏江たちは、やがて証拠写真は捏造されたものであり、美幸の浮気疑惑は女性モデルと浮気した秀成が慰謝料を払わず美幸と別れたいために計画的に仕組んだものだったと突き止める。マモルが書いたシナリオを元に、春子の用意したコスチュームをいやいや身にまとった夏江たちは、仕込みのために秀成の写真展のオープニングパーティー前夜の会場へ潜入する。そしてパーティー当日の会場に紛れ込むと、仕組まれた美幸の浮気疑惑や秀成自身の浮気を次々に暴いてゆく。そのシナリオを途中で遮り、そんな仕打ちを受けてもやはり自分には秀成しかいないと告げる美幸に、秀成はがっくり膝をつき詫びるのだった。

## キャスト

### 有沢家 （ほっとけないシスターズ）
有沢 夏江（ありさわ なつえ）
演 - 浅野ゆう子
次女。レースクイーン、銀座のホステスを経て5年前浅草にイタリアンレストラン「アマルコルド」を開店し、オーナーを務める。“ほっとけないシスターズ”の一員。
村田 秋代（むらた あきよ）
演 - 松本明子
三女。専業主婦。四姉妹の中では唯一の子持ち。“ほっとけないシスターズ”の一員。
有沢 冬美（ありさわ ふゆみ）
演 - 釈由美子
四女。フリーライター。“ほっとけないシスターズ”の一員。
中島 春子（なかじま はるこ）
演 - 室井滋
長女。LADYDOの社長。デパート勤務中に取引先の社長に見初められて玉の輿に乗り、6年前に夫に先立たれ会社と全資産を受け継ぐも、余命半年と宣告された（最終話で、余命半年と宣告されたのは、実は桑原義男の方で桑原が四姉妹のことを思ってそう仕向けたことが分かった）のをきっかけに、有沢家四姉妹で“ほっとけないシスターズ”を結成。リーダー格で、ミッションを実行する妹たちとは違い、主として司令塔の役割をする。
有沢 君子。 <故人>
演 - 鈴木美香
春子、夏江、秋代、冬美の母。32年前、冬美が小学生のときに交通事故で死亡。

### 村田家
村田 和也
演 - 福本伸一
秋代の夫。
村田 香織
演 - 上野優華
秋代の娘。高校1年生。
村田 佑太
演 - 佐野真白
秋代の息子。
村田 里子
演 - 泉晶子（第12話から登場）
和也の母。同居はしておらず実家に住んでいる。

### アマルコルド
近藤 マモル（こんどう まもる）
演 - 三宅健
シェフ。シナリオライター志望。父、兄、祖父、曾祖父が医者の医者家系で、大学の医学部の受験に失敗して、自分とは何かを考えるため親に反対された（父親の最後の言葉は「医者にならないのなら息子じゃない」）ので、家出同然で自転車で世界を放浪し、シチリアのレストランでアルバイトをしている時に料理の才能に目覚める。ローマのトレヴィの泉で夏江が投げたコインが当たったことがきっかけで「アマルコルド」のシェフを務めることとなる。映画鑑賞が趣味。“ほっとけないシスターズ”の作戦レシピ（シナリオ）制作担当兼実行補佐。アパートで一人暮らししている。叔母から父が倒れて病状が悪くなったことを聞き、「アマルコルド」のシェフを神崎拓馬に託して帰省したが、作戦レシピ（シナリオ）は実家で制作して夏江に送っている。帰省してからは父のためにリゾットを作り、お互い話し合った末、和解した。
神崎 拓馬
演 - 佐野和真（Episode 6 ではゲストだったが、Episode 7 以降はレギュラー出演）
マモルが帰省している間の「アマルコルド」のシェフ代理。料理の腕に自信が持てないでいる。神崎由美と幸一の一人息子。
島田 克郎
演 - 俵木藤汰
常連客。青果店店主。
小島 洋二
演 - おかやまはじめ
常連客。写真屋店主。
川合 友子
演 - 岩橋道子
常連客。
室 麗子
演 - 三鴨絵里子
常連客。占い師。13回失恋したことをきっかけに占い師になった。
江藤 孝美
演 - 弘中麻紀（第6話から登場）
常連客。林晃司の部下。
岡部 由佳里
演 - 大谷みつほ（第6話から登場）
常連客。林晃司の部下。マモルに好意を抱いている。

### その他
桑原 義男
演 - 渡辺哲
中島春子の側近兼執事。かつて夏江たちの両親が営む町工場「有沢製作所」に勤めていた。「有沢製作所」が倒産した後、仕事がなくて荒れていたときに妻と離婚。娘「葉月」がいるが離婚の際に妻が引き取り、妻が篠塚正夫と再婚したため娘の姓は「篠塚」になっている。元妻は離婚後に死亡。“ほっとけないシスターズ”の衣装・装備準備担当兼実行補佐。
山田 卓也
演 - 加治将樹（第3話から登場）
ストリートミュージシャン。冬美の元彼氏。冬美に生活費を支援してもらっていた。浮気がバレて付合いを解消されたが、未だ冬美のことを気にしている。
林 晃司
演 - 神保悟志
夏江の高校時代の同級生。輸入食材を取り扱う商社・東京堂物産の部長。妻とは死別。赴任先のロサンゼルスから帰国した。
林 綾香
演 - 小川あん（第17話から登場）
晃司の娘。高校1年生。帰国子女。香織の同級生。
横森 敬一
演 - 伊藤正之
冬美の先輩ジャーナリスト。離婚した妻子へ養育費を払うため、取り壊しが決まって家賃が安いラブホテル「サボイ」に住んでいる。
ユウコ
演 - 遠藤新菜（第3話から登場）
卓也のバンド仲間で、新しい恋人。
信岡 敬三
演 - 日野陽仁（第8話から登場）
ラブホテル「サボイ」の管理人。通称「ノブちゃん」。裏ネタの情報通。
マモルの兄
演 - 境浩一朗（第39話）
演 - 片山景介（第39話）
父が倒れて病状が悪化したことを聞いて、マモルと共に実家に帰省している。

### ゲスト
複数話・単話登場の場合は演者名の横の括弧（）内に表記。

#### Episode 1 「世界の中心でシェフはイケメンじゃなくてもいい!と叫ぶ」作戦
池波 翔（ショウ）
演 - 長谷川純（第2話 - 第5話）
「アマルコルド」の近くにオープンした、イタリアンレストラン「シニョリーナ・カンツォーネ」のシェフ兼支配人。イケメン三兄弟の長男。
池波 亮（リョウ）
演 - 崎本大海（第2話 - 第5話）
イタリアンレストラン「シニョリーナ・カンツォーネ」のシェフ。イケメン三兄弟の次男。
池波 雷也（ライヤ）
演 - 加藤慶祐（第2話 - 第5話）
イタリアンレストラン「シニョリーナ・カンツォーネ」のシェフ。イケメン三兄弟の三男。
成瀨 美紀
演 - 青木さやか（第4話）
プロデューサー。ワイドショー担当時代に春子と知り合っている。
高橋
演 - 松岡吉勝（第4話）
ディレクター。
坂本 昌行
演 - 坂本昌行（V6）[本人]（第5話・友情出演）
番組司会者。
高橋
演 - 矢嶋俊作（第1話 - 第2話、第5話）
ジャーナリストたちから追いかけられている。
- 松井宗但（第1話、第3話）、高山璃子（第1話、第3話）、本瀬まゆ（第1話、第3話）、佐藤夢緒（第1話）、吹野くるみ（第1話）、池田佳史（第2話）、堀口恭平（第2話）、白石千晶（第4話）、滝沢葵（第4話）

#### Episode 2 「戀愛寫眞・噓 〜100の言葉よりも〜」作戦
小西 美幸
演 - 野村真美
秋代の主婦友達。初恋の相手である夫・秀成から身に覚えのない浮気を理由に離婚を迫られている。
小西 秀成
演 - 高杉亘
美幸の夫。業界では有名なファッションフォトグラファー。若松隆との浮気を理由に美幸との離婚を画策している。
若松 隆
演 - 町田慎吾（第6話 - 第8話）
バイオリン講師。3カ月前ぐらいから若松家で美幸に個人レッスンをしている。
初子
演 - 大草理乙子（第6話 - 第8話）
小西家の家政婦。
山中
演 - 桜井聖（第6話、第10話）
秀成の弁護士。
金子
演 - 広瀬剛進（第7話 - 第10話）
秀成の助手。バイクを運転し、美幸の浮気証拠写真の捏造に携わる。
配達員
演 - 南優（第7話）
秋代宅に配達物を届けに来る。
仁
演 - 康本将輝（第7話）
ヤクザのチンピラ。飲み屋街で酔った冬美に絡む。
徹
演 - 猪飼公一（第7話）
ヤクザのチンピラ。飲み屋街で酔った冬美に絡む。
MICA（みか）
演 - Arime（第9話 - 第10話）
モデル。秀成の浮気相手。

#### Episode 3 「NEVER STEEL NEVER AGAIN 〜ばあちゃんの奪還大作戦〜」作戦
松田 富子
演 - 中尾ミエ
街コンのお見合いゲーム参加者。通称「お富さん」。 昔「伝説の女スリ」だったが、子どもが生まれた46年前に足を洗った。
松田 トシオ
演 - 橋本淳
富子の孫。スキミング詐欺団の現金化担当。
崎本 レイジ
演 - 阿部薫
スキミング詐欺団の現場担当。
浜口
演 - 坂口辰平（第11話 - 第12話）
街コンのお見合いゲーム参加者。熱帯魚マニア。
長野
演 - 金時むすこ（第11話 - 第12話）
街コンのお見合いゲーム参加者。ももいろクローバーZのファン。
宇山
演 - 久松龍一（第11話 - 第12話）
街コンのお見合いゲーム参加者。UFO信者。ゲームで孝美の告白相手。
高泉 剛士
演 - 鈴木隆仁（第15話）
スキミング詐欺団のボス。裏の世界の大物。
- 大山愛未（第11話）、小野木梨衣（第11話）、上野山浩（第11話、第15話）、松上順也（第11話、第15話）

#### Episode 4 「コンカツ・クライシス・スーパースター」作戦
北沢 由紀夫
演 - 升毅
北沢デンタルクリニック医院長。昔の有沢家の近所にあった北沢歯科の息子。春子の同級生で初恋の人。東京アッパーライフ不動産の実質的経営者。婚活マンション詐欺グループの黒幕。
白石 満
演 - 真山明大
「アマルコルド」常連客・友子の王子様になり、婚約してマンションを購入させた後、友子を捨てる。自称「IT系会社経営者」だが、実は東京アッパーライフ不動産社員。婚活マンション詐欺グループの実行犯。
塚田 弘
演 - 清水伸
東京アッパーライフ不動産第一営業部社員。婚活マンション詐欺グループのマンション売付役。
横田
演 - 寺井文孝
「アマルコルド」の前でワインを持って友子とぶつかった男性。婚活マンション詐欺グループの実行犯。
遠藤 涼/中井 エリコ
演 - 月船さらら（第18話 - 第20話）
東京アッパーライフ不動産社長。裏の名前が「中井エリコ」。婚活マンション詐欺グループのボス。由紀夫の愛人。孝美の弟をだました。
三林
演 - 長谷川公彦（第16話、第19話）
詐欺の現場となる「DEEP NIGHT」のウェイター。
- 中田敦夫（第16話）、西條裕美（第16話 - 第18話、第20話）、宮坂ゆき（第16話 - 第18話）、高山璃子（第16話、第20話）、小川慧 （第16話、第20話）、安達綾香 （第17話）、伊藤花菜 （第18話）

#### Episode 5 「お熱いコーヒーはお好き?」作戦
早乙女 正徳
演 - 佐戸井けん太
株式会社アガールHLDGS.企画部部長。晃司の得意先で、赴任先のロサンゼルスで晃司と知り合う。さりげなく賄賂を要求する。
早乙女 美波
演 - 美山加恋
正徳の娘。綾香の同級生で、綾香をいじめている。
玲奈
演 - 馬場夏美
美波と同級生で友人。美波と一緒に綾香をいじめる。
藤井 聖子
演 - 藤麻理亜
美波と同級生で友人。美波と一緒に綾香をいじめる。
美枝子
演 - 原田知夏（第21話、第22話、第24話）
香織と同級生で友人。美波たちが綾香をいじめていることを快く思っていない。
- 櫻井泰之（第25話）

#### Episode 6 「偽カリスマ主婦モデル・神崎由美の真実を暴け！スティング大作戦」
神崎 由美
演 - 有森也実（第26話 - 第29話）
有名カリスマ主婦モデル。ブログが大人気。殿村に仕立て上げられてカリスマ主婦を演じている。3年前、夫が失業したため弁当屋に勤めたときの初給料で、家族3人で「アマルコルド」でディナーで「カポナータ丼」を食べたことがあった。
神崎 幸一
演 - 飯田基祐（第26話 - 第29話）
由美の夫。3年前に勤めていた会社が倒産したため、現在は無職。自宅で由美のブログを更新するなどしている。
神崎 拓馬
演 - 佐野和真
由美と幸一の一人息子。調理師志望だが、親に反対されたため家出中。3年前、家族3人で「アマルコルド」でディナーしで「カポナータ丼」を食べたことがあった。実家に帰るマモルの代わりに、マモル不在時の「アマルコルド」のシェフを務める。
殿村
演 - 渡辺正行（第26話 - 第29話）
殿村プロダクションの取締役社長。由美をカリスマ主婦モデルとして仕立てあげる。
門脇
演 - 小林博（第26話）
ゴシップ誌「週刊時代」「週刊HUNTER」の編集長。
遠山課長
演 - 稲葉大助（第27話）
卓也の学校の先輩。就職を目指してOB訪問を始めた卓也と、喫茶店で話をしている。
警察官
演 - 奥充弘（第27話）
冬美が夜に神崎家を見張っていたところ、住民から不審者がいるとの通報で、冬美を警察署へ連行する。
婦人警察官
演 - 大岸ゆう（第27話、第28話）
警察署内で、連行されてきた冬美を留置場へ連れて行く。翌日、横森が引受け人としてやって来たときに釈放する。
カメラマン
演 - 乙黒史誠（第29話）
由美をモデルにして撮影する。
- 渡辺江里子（阿佐ヶ谷姉妹）（第26話、第27話）、木村美穂（阿佐ヶ谷姉妹）（第26話、第27話）、大岸ゆう（第26話、第29話）、朝倉瑠美（第26話、第29話）、吉村卓也（第27話、第29話）

#### Episode 7 「花嫁のパパとパパ大作戦！」
篠塚 葉月
演 - 三倉茉奈
桑原の娘。今度、克典と結婚し、彼の仕事の都合でニューヨークで生活することが決まっている。桑原が離婚した際、母に引き取られ、後に母が篠塚正英と再婚したため篠塚姓になっている。母は再婚後に死亡、桑原と会ったのは母の葬儀のときに会ったのが最後。結婚披露宴に実父・桑原の出席を願っている。
立川 克典
演 - 内田滋
葉月の婚約者。立川律子の長男。結婚後、仕事の都合でニューヨークに赴任することが決まっている。母の言うことに逆らえず言いなりになっているが、葉月との結婚披露宴で進行を遮ろうとした母に、「母さん、これは僕と葉月の結婚式なんだ。黙って見守っていてくれませんか」と言い直った。
立川 律子
演 - 山口いづみ（第32話、第33話）
克典の母親。女性の人気を集める下着メーカー、リガロ・ジュール代表取締役。若くして元社長の夫を亡くし、社長の座についた。強引でワンマンな性格。息子の克典にも自分の考えを押しつけている。
篠塚 正英
演 - 新納敏正（第33話）
葉月の育ての父親。再婚した妻（葉月の実母）とは死別。
田代 美佐江
演 - 野際陽子（第34話）
「アマルコルド」を何かしら気にしているマダム。「アマルコルド」に来店して食事した後、コーヒーカップの片付けやテーブルクロスのほころびの修繕などの手伝いをする。謎の婦人。
結婚披露宴に出席する人々
演 - 仲野潤一郎、岡崎宏、松永英晃
- 川野達郎 （第32話）、松島愛華 （第32話）、大滝梨央 （第32話、第33話）、武田聖真 （第32話）、中澤準  （第32話）、耀香莉奈 （第32話）

#### Episode 8 「裸の王様」作戦
田代 美佐江
演 - 野際陽子（Episode 7 - 第34話、第35話）
何かに引き寄せられるように「アマルコルド」の前まで来ると、夏江が交通事故で亡くなった娘「淑江（としえ）」に似ていたので、「アマルコルド」に来店して食事した後、コーヒーカップの片付けやテーブルクロスのほころびの修繕などの手伝いをする。謎の婦人。
藤田 克己
演 - 目黒祐樹（Episode 9 - 第42話にも登場）
下町工場、藤田金物工芸の二代目社長。務の父親。世界最細の直径0.35mmの痛くない注射針を製作していることで世界的に有名。藤田金物工芸は昔、有沢製作所の取引先だった。林晃司の見舞いに来た際に夏江と出くわして有沢製作所を思い出す。
相沢 広太
演 - 柏原収史（第37話 - 第39話）
藤田金物工芸の職人。工場長に就任したばかり。付き合っている町田美鈴にプロポーズする。世界最細の直径0.35mmの注射針を開発した。前科がある。
藤田 勉
演 - 黄川田将也（第37話 - 第39話）
藤田金物工芸の営業。克己の息子。元は広太と同じ職人だったが、営業に配属変更されたことや、広太が職人で成功してちやほやされていること、父親の七光りで社にいられるのではないかと不安があり、広太に嫉妬して突っ掛かる。
町田 美鈴
演 - 大村彩子（第37話 - 第39話）
藤田金物工芸の事務員。つきあっている相沢広太からプロポーズされるが、友達の借金の保証人になったことで300万円の借金を抱えているため、プロボーズは嬉しいが返答できない。
医師
演 - 石原善暢（第35話）
林晃司に突然襲った腰痛を診て、軽度の椎間板ヘルニアと診断し、炎症発症部にステロイドを注射する。
東海林 昇
演 - 戸田昌宏（第37話 - 第39話）
BABEL COMPANY（バベルカンパニー）商品開発部 部長。藤田金物工芸を訪れて傘下に入るよう勧誘したり、工芸職人を引き抜こうと裏工作したりしている。
長沼 道隆
演 - ワタナベケイスケ（第37話 - 第39話）
藤田金物工芸で一番若い職人。相沢の工場長昇任祝いで「アマルコルド」に来店する。
丸井 治
演 - 柴崎昇（第37話 - 第39話）
藤田金物工芸の最年長従業員で職人。相沢の工場長昇任祝いで「アマルコルド」に来店する。
BABEL COMPANY（バベルカンパニー）役員。
演 - 牧徹（第39話）
演 - 澤井裕一（第39話）
演 - 吉家章人（第39話）
世界最細の外径0.30mmの汎用注射針の発表会に列席する。
記者
演 - 鈴木とーる（第39話）
演 - 吉沢亜州香（第39話）
世界最細の外径0.30mmの汎用注射針の発表会に参列する。
アシスタント
演 - 坂本くるみ（第39話）
世界最細の外径0.30mmの汎用注射針の発表会のアシスタント嬢。

#### Episode 9 「誰がために真実の鐘は鳴る 〜四姉妹・心のドアをノックする篇〜」作戦
長谷川
演 - ラサール石井（第39話、第41話）
「アマルコルド」を含む周辺地域の地主。自分の土地の古い店やを追い払って、高級マンションを建てようと企んでいる。
高橋
演 - 佐伯新（第39話、第40話、第42話、最終話）
建築事務所を経営する建築士。最初、「アマルコルド」の耐震性に問題はないと言っていたが、翌日、長谷川・葛西とともに「アマルコルド」を訪れて耐震不足であると前日の意見をひっくり返した。葛西に買収されたらしい。
山田
演 - 小浜正寛（第29話）
建築士。「アマルコルド」の耐震性を測定する。マンション化賛成派。長谷川と企てて地上げしようとする。
平田
演 - 内田紳一郎（第39話）
「アマルコルド」の隣の印刷屋、平田印刷の店主。大家から敷金に色を付けて金をくれるとの薦めで閉店することにした。最後の仕事で勝手に「アマルコルド」の名刺を作って夏江に渡した。
柳田 利治
演 - 大和田獏（第43話、最終話）
住全不動産常務執行役員。元柳田産業創業者。ホテル内でカジノを設営しようと画策している。柳田産業時代に有沢製作所に300万円を融資することになっていたが、受け取りに行った四姉妹の母がその帰りに交通事故を起こして死亡した理由を四姉妹に問い詰められ、その真相を自白し、後悔していることも話す。
葛西
演 - 賀集利樹（第39話、第41話 - 最終話）
十全不動産業者のデベロッパー。長谷川と組んで高級マンションを建てようと企てている。また、上司の柳田常務とホテル内でカジノを設営しようと画策している。
田所
演 - 斉藤尚史（第40話、第41話）
春子の会社LADY DOの総務。
看護師
演 - 俵野枝（第40話、第41話）
夏江・秋子・冬美に春子の病室を尋ねられる。
医師
演 - 菊池均也（第41話、最終話）
突然倒れた桑原義男を診察する。桑原が入院した後は担当医師となる。
看護師
演 - 阿南敦子（第41話、最終話）
入院した桑原義男の担当看護師。
マモルの父親
演 - 小田桐一（第41話、最終話）
勘当していたマモルが父のためにリゾットを作り、「話をしたかった」とお互いが話をし、マモルのことを理解して和解した。
マモルの母親
演 - 速水今日子（第41話、最終話）
藤田 克己
演 - 目黒祐樹（第42話）
下町工場、藤田金物工芸の2代目社長。藤田金物工芸は昔、有沢製作所の取引先だったので、冬美が母の死について何か知らないか問い合わせる。
キャバクラ嬢
演 - 秦瑞穂（第42話、最終話）
建築士・高橋の相手をする。

## スタッフ
- 企画 - 横田誠（東海テレビ）
- ナレーション - 友近
- 音楽プロデュース - S.E.N.S. Company
- 音楽 - 森英治、有木竜郎
- メインテーマ演奏 - STORM（Primo）
- 主題歌 - V6「Sky's The Limit」（avex trax）
- エンディングテーマ - 上野優華「大切なあなた」（キングレコード）
- 脚本 - 鈴木聡 、吉高寿男、森ハヤシ
- 演出 - 木下高男（共同テレビ）、都築淳一（共同テレビ）、小山田雅和（共同テレビ）、朝比奈陽子（共同テレビ）
- 広報 - 田中資恵、服部明宏、山本章子（東海テレビ）
- 編成 - 伊藤雅章（東海テレビ）
- プロデューサー - 服部宣之（東海テレビ）、鈴木伸太郎（共同テレビ）
- 制作著作 - 共同テレビ
- 制作 - 東海テレビ

## 関連商品
- 森英治・有木竜郎「ほっとけない魔女たち オリジナル・サウンドトラック」（2014年11月24日発売）

## 放送日程
| 放送日程 （2014年） | 放送日程 （2014年） | 放送日程 （2014年） | 放送日程 （2014年）                                                  | 放送日程 （2014年） | 放送日程 （2014年） |
| 週                  | 各話                | 放送日              | 今週のミッション                                                     | 脚本                | 演出                |
| ------------------- | ------------------- | ------------------- | -------------------------------------------------------------------- | ------------------- | ------------------- |
| 第1週               | 第1-5話             | 9月1-5日            | 「世界の中心でシェフはイケメンじゃなくてもいい!と叫ぶ」作戦          | 鈴木聡              | 木下高男            |
| 第2週               | 第6-10話            | 9月8-12日           | 「戀愛寫眞・噓 〜100の言葉よりも〜」作戦 （浮気を巡る夫婦の対立）    | 鈴木聡              | 木下高男            |
| 第3週               | 第11-15話           | 9月15-19日          | 「NEVER STEEL NEVER AGAIN 〜ばあちゃんの奪還大作戦〜」作戦           | 鈴木聡              | 都築淳一            |
| 第4週               | 第16-20話           | 9月22-26日          | 「コンカツ・クライシス・スーパースター」作戦                         | 鈴木聡              | 都築淳一            |
| 第5週               | 第21-25話           | 9月29-10月3日       | 「お熱いコーヒーはお好き?」作戦                                      | 鈴木聡              | 小山田雅和          |
| 第6週               | 第26-30話           | 10月6-10日          | 「偽カリスマ主婦モデル・神崎由美の真実を暴け！スティング大作戦」作戦 | 森ハヤシ            | 木下高男            |
| 第7週               | 第31-34話           | 10月14-17日         | 「花嫁のパパとパパ大作戦！」作戦                                     | 森ハヤシ            | 朝比奈陽子          |
| 第8週               | 第35-38話           | 10月20-23日         | 「裸の王様」作戦                                                     | 吉高寿男            | 都築淳一 朝比奈陽子 |
| 第9週               | 第39-44話           | 10月24-31日         | 「誰がために真実の鐘は鳴る 〜四姉妹・心のドアをノックする篇〜」作戦  | 鈴木聡              | 木下高男            |